# Едвард Бател
Едвард Бател (енгл. Edward Battell) је британски бициклиста, који је учествовао на првим Олимпијским играма 1896 у Атини.
Бател се такмичио у три дисциплине. У друмској трци, од Атине до Маратона, прошао је кроз циљ као трећи иза Грка Аристидиса Контантинидиса и Немца Аугуста фон Гедриха. Његов резултат није остао забележен. У трци на 100 km је био један од седморице бициклиста који није завршио трку. Одустао је на седамнестом колометру. У трци на 333,3 метра је био четврти, у времену 26.2 s, што је било за само две десетинке слабије време од Грка Стаматиоса Николопулоса и Аустријанца Адолфа Шмала, којима је припало сребро, односно бронза.
Бател је у време одржавања Игара радио у амбасади Уједињеног Краљевства у Грчкој као послужитељ. У то време се сматрало да ко год ради за новац, није аматерски спортиста. Тек након размарања његове пријаве за учешће, одобрено му је да се такмичи. 